# Thailand op de Olympische Zomerspelen 1972
Thailand nam deel aan de Olympische Zomerspelen 1972 in München, West-Duitsland. Net als tijdens de vorige vijf deelnames werd geen medaille gewonnen. Het zou de laatste keer zijn; vanaf 1976 zou Thailand er, tot en met de Spelen van 2008, telkens in slagen om op de Zomerspelen ten minste één medaille te winnen.

## Deelnemers en resultaten per onderdeel

### Atletiek
Mannen, 100 meter
- Anat Ratanapol
  - Eerste serie - Niet gestart (→ ging niet verder)

Mannen 4x100m estafette
- Boontud Jeanl, Surapong Ariyamongkol, ?? Panus en Anat Ratanapol
  - Serie - 41.04s (→ ging niet verder)

### Boksen
Mannen lichtvlieggewicht (– 48 kg)
- Sripirom Surapong
  - Eerste ronde - verloor van György Gedo (HUN), technisch knock-out, ronde 3

### Wielersport

#### Wegwedstrijden
Mannen individuele wegwedstrijd (200 km)
- Sataporn Kantasa-Ard - niet gefinisht (→ niet geklasseerd)
- Sivaporn Ratanapool - niet gefinisht (→ niet geklasseerd)
- Pramote Sangskulrote - niet gefinisht (→ niet geklasseerd)
- Panya Singprayool - niet gefinisht (→ niet geklasseerd)

#### Baanwedstrijden
Mannen 1.000m tijdrit
- Suriya Chiarasapawong
  - Finale - 1:12.53 (→ 25e plaats)

Afghanistan · Albanië · Algerije · Amerikaanse Maagdeneilanden · Argentinië · Australië · Bahama's · Barbados · België · Bermuda · Birma · Bolivia · Bondsrepubliek Duitsland · Brazilië · Brits-Honduras · Bulgarije · Canada · Ceylon · Chili · Colombia · Congo-Brazzaville · Costa Rica · Cuba · Dahomey · Denemarken · Dominicaanse Republiek · Duitse Democratische Republiek · Ecuador · Egypte · El Salvador · Ethiopië · Fiji · Filipijnen · Finland · Frankrijk · Gabon · Ghana · Griekenland · Groot-Brittannië · Guatemala · Guyana · Haïti · Hongarije · Hongkong · Ierland · IJsland · India · Indonesië · Iran · Israël · Italië · Ivoorkust · Jamaica · Japan · Joegoslavië · Kameroen · Kenia · Khmerrepubliek · Koeweit · Lesotho · Libanon · Liberia · Liechtenstein · Luxemburg · Madagaskar · Malawi · Maleisië · Mali · Malta · Marokko · Mexico · Monaco · Mongolië · Nederland · Nederlandse Antillen · Nepal · Nicaragua · Nieuw-Zeeland · Niger · Nigeria · Noord-Korea · Noorwegen · Oeganda · Oostenrijk · Opper-Volta · Pakistan · Panama · Paraguay · Peru · Polen · Portugal · Puerto Rico · Roemenië · San Marino · Saoedi-Arabië · Senegal · Singapore · Soedan · Somalië · Sovjet-Unie · Spanje · Suriname · Swaziland · Syrië · Taiwan · Tanzania · Thailand · Togo · Trinidad en Tobago · Tsjaad · Tsjecho-Slowakije · Tunesië · Turkije · Uruguay · Venezuela · Verenigde Staten · Vietnam · Zambia · Zuid-Korea · Zweden · Zwitserland